# Cristallino

Diagramma schematico di un occhio umano

Il cristallino (pronuncia moderna: /kristalˈlino/; pronuncia aulica: /krisˈtallino/) è un organo elastico situato all'interno del bulbo oculare, detto anche lente, in quanto è a tutti gli effetti una lente trasparente biconvessa organica. Il suo compito specifico è quello detto di accomodazione dell'occhio, cioè consente di mettere a fuoco tutti gli oggetti osservati, vicini e lontani, semplicemente variando la sua forma tramite i muscoli ciliari.

## Funzione
Quando il sistema di accomodazione è in modalità rilassata, l'occhio emmetrope senza difetti focalizza in modo naturale gli oggetti all'infinito e/o estremamente distanti, come la Luna o le stelle. Man mano che diventa necessario focalizzare gli oggetti sempre più vicini, entra in azione l'accomodamento del cristallino, che ci consente di focalizzare nitidamente oggetti fino a 25 cm di distanza media (negli adulti). I bambini fino a 10-12 anni, riescono a focalizzare comodamente e senza sforzi, anche oggetti distanti solo 7-8 cm, poi con la maturità, la distanza minima aumenta sempre di più, fino a un'età media tra 35-45 anni, in cui non sarà più possibile focalizzare fino a 25 cm; da questo punto in poi ci raggiunge la cosiddetta presbiopia, che non è una malattia, ma semplicemente l'invecchiamento del cristallino, che tende a irrigidirsi sempre più negli anni: decresce la capacità elastica di variare il potere di rifrazione del sistema oculare. Inoltre, in età avanzata tende anche a opacizzarsi (perde la sua trasparenza) e insorge la cataratta.

## Anatomia

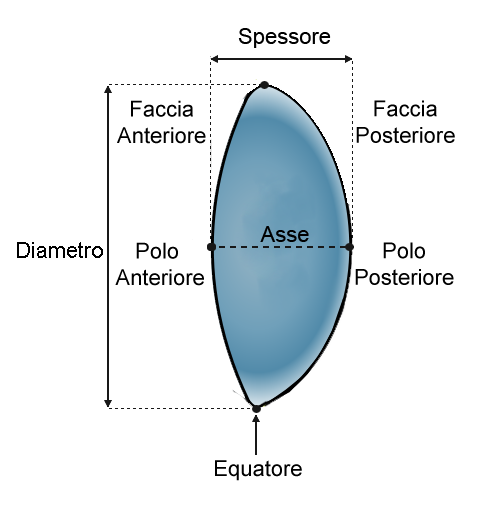
Schema topografico

Il cristallino è una lente di forma biconvessa con potere diottrico di ~ 20 diottrie, un diametro medio di 10 mm e uno spessore assiale di ~ 3-4 mm. Topograficamente vengono indicate una lente o faccia anteriore, una lente o faccia posteriore, più convessa rispetto alla precedente, e un equatore. L'equatore è la circonferenza maggiore del cristallino, l'angolo di contatto fra le due facce; i punti centrali delle due facce sono denominati rispettivamente polo anteriore e polo posteriore, e sono uniti da una linea ideale denominata asse.
Il cristallino è posto nella zona medio-anteriore del bulbo oculare, a circa 3,5 mm dal vertice della cornea e a 16 mm dalla fovea. La faccia anteriore confina con l'iride, limitando così con la zona polare, tramite la pupilla, la camera anteriore con l'umor acqueo, e tramite il progressivo distanziamento dall'iride verso la zona equatoriale, la camera posteriore; la faccia posteriore è accolta nella fossa ialoidea, a contatto con la membrana ialoide dell'umor vitreo, mentre sull'equatore si inseriscono le fibre della apparato zonulare di Zinn.
Struttura costituita principalmente da tre elementi: capsula, epitelio sottocapsulare e parenchima.

### Capsula

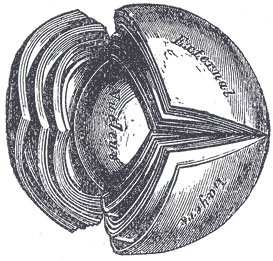
Struttura del cristallino. Gray's Anatomy, 1858

La capsula (chiamata anche cristalloide o sacco capsulare ) è la membrana continua che avvolge il cristallino. A scopo topografico si considerano una capsula anteriore, una capsula posteriore e la membrana pericapsulare. Lo spessore delle due porzioni è dissimile, maggiore anteriormente (20 μm circa), più sottile posteriormente (5 μm circa); varia inoltre la grandezza sulla stessa porzione, più sottile nelle zone polari e progressivamente più spesso verso l'equatore, fino a condensarsi nella membrana pericapsulare, dalla quale si distacca una sottile lamella, la lamella zonulare, sulla quale si inseriscono le fibre dell'apparato zonulare di Zinn, le quali rendono questa lamella leggermente irregolare.

### Epitelio
L'epitelio sottocapsulare è una membrana composta da un singolo strato di cellule cuboidi. Ha funzione di regolazione omeostatica e rigenerativa fibrillare.

### Parenchima
Costituito da fibre lenticolari immerse in una sostanza cementante, si distingue per una porzione interna e centrale (nucleo) e una porzione superficiale (strato corticale).

## Fisiologia
Il cristallino è costituito da particolari proteine trasparenti chiamate alpha-cristalline e beta-cristalline. Nell'adulto ha uno spessore di circa 5 mm e un diametro di 9 mm; tuttavia, questi parametri possono variare.
Le proteine sono sistemate in circa 20 000 livelli concentrici, con un indice di rifrazione (per le onde visibili) che può variare da 1,406 nei livelli centrali fino a 1,386 nella corteccia della lente più densa. Questo gradiente ottico aumenta la potenza ottica della lente. La lente è inclusa nella borsa capsulare, mantenuta dalle zonule di Zinn.
Durante lo sviluppo fetale, lo sviluppo della lente è aiutato dall'arteria ialoide; negli adulti, la lente dipende completamente dall'umore acqueo e dall'umore vitreo per il nutrimento.

## Disturbi

Cataratta in un occhio umano

- La cataratta è un'opacizzazione del cristallino che porta a una visione sfocata.
- L'ectopia lentis è una fuoriuscita o malposizionamento della lente rispetto alla sua sede normale.
- La sclerosi nucleare è un cambiamento che si verifica nel centro della lente correlato all'età, molto comune nei cani.